# Municipio de Missouri (Misuri)
El municipio de Missouri (en inglés: Missouri Township) es un municipio ubicado en el condado de Boone en el estado estadounidense de Misuri. En el año 2010 tenía una población de 58199 habitantes y una densidad poblacional de 571,88 personas por km².

## Geografía
El municipio de Missouri se encuentra ubicado en las coordenadas 38°57′23″N 92°22′15″O / 38.95639, -92.37083. Según la Oficina del Censo de los Estados Unidos, el municipio tiene una superficie total de 101.77 km², de la cual 101.17 km² corresponden a tierra firme y (0.58%) 0.59 km² es agua.

## Demografía
Según el censo de 2010, había 58199 personas residiendo en el municipio de Missouri. La densidad de población era de 571,88 hab./km². De los 58199 habitantes, el municipio de Missouri estaba compuesto por el 79.22% blancos, el 11.04% eran afroamericanos, el 0.38% eran amerindios, el 5.07% eran asiáticos, el 0.06% eran isleños del Pacífico, el 0.95% eran de otras razas y el 3.27% pertenecían a dos o más razas. Del total de la población el 3.14% eran hispanos o latinos de cualquier raza.